# Ружа ветра
Ружа ветра или ружа ветрова је графички приказ средње јачине и брзина ветрова из појединих праваца. Ради се о поларном дијаграму на коме су представљене стране света које означавају правце из којих ветар дува. Ружа ветра може да показује 8, 16 па чак и 32 смера. Најчешће је у употреби она која показује 16 смерова. Називи смера ветра одређени су међународним договором и они најчешће, поред националних, носе енглеске називе страна, међу страна и међу-међу страна света.

## Историја
Ружа ветра је присутна већ око миленијум, неки историчари верују да се користила у 4 веку п. н. е. Има много разлога због чега вековима имена ветрова као и смерови нису стандардизовани. Велике заслуге за стандардизацију се приписују Хомеру, он је први дао имена основна четири ветра Север, Југ, Исток, Запад и обележио митологију са сваким од њих. До краја 13. века италијански картографи су избацили серију мапа са уцртаним ветровима на основу којих су у будућности све велике поморске силе правиле своје мапе. Велики допринос у развоју руже ветра је имао португалски картограф Педро Реинел који је у време Колумбових путовања направио мапу са 32 смера и флеур де лис (фр. fleur-de-lis) симболом који показује север.

## Примена
Ружа ветра има велику примену у климатологији и метеорологији. Најчешће се виђа у поморству као и ваздухопловству.

## Бофорова скала
Јачина ветра се одређује коришћењем Бофорове скале и изражава се у  Бофоровим степенима (0-12). Британски адмирал Бофор је саставио скалу у периоду од 1805-1808 године. Пошто ветар непрекидно мења свој правац и брзину, посматра се средњи правац из кога ветар дува као и средња брзина ветра.
С обзиром на све већу примену савремених инструмената за мерење брзине ветра, Бофорова скала је у све мањој употреби и у догледно време имаће само историјски значај. 